# Ямаока Акіра
Акі́ра Ямао́ка (яп. 山岡 晃, Yamaoka Akira; нар. 6 лютого 1968, Ніїґата, Японія) — японський композитор та звукодизайнер. Працював на компанію Konami з 1993 по 2009 роки, яку залишив після закінчення роботи над Silent Hill: Shattered Memories. Найбільш відомий як автор саундтреку для серії відеоігор Silent Hill.

## Життєпис

### Ранні роки
Народився 6 лютого 1968 року у місті Ніїґата. Спочатку планував стати дизайнером і навчався в Токійському художньому коледжі, де вивчав предметний дизайн та дизайн інтер'єру.
У березні 2011 року виставив на аукціон деякі зі своїх музичних інструментів на користь фонду Play for Japan, спрямованого на допомогу постраждалим від землетрусу і цунамі в Тохоку 2011 року, а 24 лютого 2022 року, із початком повномасштабного вторгнення Росії в Україну, в Instagram поділився світлиною концерту у Києві 2016 року та висловив свою підтримку українцям.

### Кар'єра
Ямаока приєднався до Konami 21 вересня 1993 року, де одразу ж почав працювати над іграми Contra: Hard Corps, Sparkster та Sparkster: Rocket Knight Adventures 2. Невдовзі після цього працював над музикою для PC Engine та CD-версій Snatcher для Sega. Вважаючи себе єдиним, хто здатен створити саундтрек для Silent Hill, відгукнувся на пропозицію компанії і хоча спочатку був найнятий як композитор, невдовзі долучився до розробки загального звукового дизайну.
2 грудня 2009 року Ямаока заявив, що залишає компанію Konami, таким чином пропрацювавши там більше 16 років і вирушив у тривалу відпустку в Європу. У лютому наступного року було заявлено, що Ямаока приєднався до Grasshopper Manufacture і працює з Ґоїті Судою та Сіндзі Мікамі над їхньою екшн-грою Shadows of the Damned. Хоча спочатку він був призначений на посаду головного звукорежисера компанії, але згодом також брав участь у різних аспектах виробництва ігор.
В серпні 2012 року Ямаока оголосив про намір випустити другий сольний альбом, «відмінний від звичайної музики Silent Hill» наприкінці 2012 року. В жовтні того ж року в пості на Facebook він заявив, що прем'єра нового тритрекового іспаномовного синглу «Revolución» відбудеться на V-CON під час живого виступу. У 2014 році він висловив зацікавленість у поверненні в якості композитора для відеогри Silent Hills, але пізніше проєкт було скасовано.
Восени 2015 року Ямаока та його гурт в рамках туру «Silent Hill Live» виконали треки з серії Silent Hill зокрема у містах Великої Британії, України, Білорусі і Росії, повернувшись в останню повторно у квітні 2018 і у вересні 2019 року. У 2017 році почав співпрацю з компанією Wargaming, написавши музичні теми для гри World of Tanks у 2017 і 2020 роках.
У липні 2016 року Ямаока виступив наживо на 4-му фестивалі інді-ігор BitSummit у Кіото. У тому ж році, під час підготовки саундтреку до гри Let It Die, використав не тільки власні твори, а й музику від 100 японських інді-гуртів, щоб показати роботу невідомих публіці молодих творців.
Працював над кавер-версією головної теми гри God of War, а у 2022 році вийшло аніме Cyberpunk: Edgerunners, для якої Ямаока розробив саундтрек.
Для ремейка Silent Hill 2 композитор записав понад дев'ять годин нового саундтреку, який хоча і був натхненний оригіналом, але повністю перероблений.

## Дискографія

### Відеоігри
| Рік       | Назва                                 | Примітки                                                                      |
| --------- | ------------------------------------- | ----------------------------------------------------------------------------- |
| 1991      | Smart Ball                            | спільно з Ясухіко Фукудою та Манабу Саїто                                     |
| 1994      | Contra: Hard Corps                    | спільно з іншими виконавцями                                                  |
| 1994      | Sparkster                             | спільно з іншими виконавцями                                                  |
| 1994      | Sparkster: Rocket Knight Adventures 2 | спільно з Мітіру Ямане                                                        |
| 1994      | Snatcher                              | CD-версія для Sega CD, версії PlayStation і Sega Saturn                       |
| 1996      | Gradius Deluxe Pack                   |                                                                               |
| 1996      | Ganbare Goemon: Uchū Kaizoku Akogingu | спільно з іншими виконавцями                                                  |
| 1996      | Road Rage/Speed King                  | версія для PlayStation                                                        |
| 1996      | Lightning Legend: Daigo no Daibouken  |                                                                               |
| 1997      | Moon: Remix RPG Adventure             |                                                                               |
| 1997      | International Superstar Soccer Pro 98 | спільно з іншими виконавцями                                                  |
| 1997      | Nagano Winter Olympics '98            | спільно з Сосіро Хоккай і Фукамі Кейко                                        |
| 1998      | Poy Poy 2                             |                                                                               |
| 1998      | NBA In The Zone '98                   | спільно з Юіті Асамі, Рюїчі Іноуе і Нобухіко Мацуфудзі                        |
| 1998      | Kensei: Sacred Fist                   | спільно з Кйоран Сузукі і Норіказу Міура                                      |
| 1999      | Silent Hill                           |                                                                               |
| 1999      | ISS Pro Evolution                     | спільно з Сіндзі Еномото, Косуке Соеда та Хідекі Касаї                        |
| 1999–2012 | Bemani                                |                                                                               |
| 2000      | Gradius III and IV                    |                                                                               |
| 2000      | ESPN MLS GameNight                    | спільно з Сіндзі Еномото, Косуке Соеда та Хідекі Касаї                        |
| 2001      | Silent Hill 2                         |                                                                               |
| 2002      | Contra: Shattered Soldier             | спільно з Фухіморі Сота                                                       |
| 2003      | Silent Hill 3                         |                                                                               |
| 2004      | Rumble Roses                          | спільно з іншими виконавцями                                                  |
| 2004      | Silent Hill 4: The Room               |                                                                               |
| 2006      | Rumble Roses XX                       | спільно з іншими виконавцями                                                  |
| 2007      | Silent Hill: The Arcade               | спільно з Масаюкі Маруяма та Іто Дзюндзі                                      |
| 2007      | Silent Hill: Origins                  |                                                                               |
| 2007      | Silent Hill: The Escape               |                                                                               |
| 2008      | Silent Hill: Homecoming               |                                                                               |
| 2009      | Silent Hill: Shattered Memories       |                                                                               |
| 2010      | No More Heroes 2: Desperate Struggle  | спільно з іншими виконавцями                                                  |
| 2011      | Shadows of the Damned                 |                                                                               |
| 2011      | Rebuild of Evangelion: Sound Impact   |                                                                               |
| 2011      | Sdatcher                              |                                                                               |
| 2012      | Sine Mora                             |                                                                               |
| 2012      | Liberation Maiden                     |                                                                               |
| 2012      | Lollipop Chainsaw                     | головний композитор                                                           |
| 2012      | Silent Hill: Book of Memories         |                                                                               |
| 2012      | Black Knight Sword                    |                                                                               |
| 2013      | Rotolla                               |                                                                               |
| 2013      | Killer Is Dead                        | головний композитор                                                           |
| 2014      | Ranko Tsukigime's Longest Day         |                                                                               |
| 2014      | Murasaki Baby                         |                                                                               |
| 2015      | Persona 4: Dancing All Night          |                                                                               |
| 2016      | Puzzle & Dragons X                    | with Кендзі Іто, Юдзо Косіро та Кейго Озакі                                   |
| 2016      | The Silver Case                       |                                                                               |
| 2016      | Let It Die                            | головний композитор                                                           |
| 2017      | Astro Boy: Edge of Time               |                                                                               |
| 2017      | World of Tanks                        | «Битва в Японії», спільно з Андрюсом Клімкою                                  |
| 2018      | The 25th Ward: The Silver Case        | спільно з Baiyon, Еріка Іто, and Масафумі Такада                              |
| 2020      | Dead by Daylight                      | Розділ XVI: Сайлент Хілл                                                      |
| 2020      | Ninjala                               | спільно з іншими виконавцями                                                  |
| 2020      | World of Tanks                        | «Мирний-13 — ангарна тема», спільно з Олександром Хілько та Олексієм Ванчуком |
| 2021      | The Medium                            | спільно з Аркадіушем Рейковським                                              |
| 2022      | Deathverse: Let It Die                |                                                                               |
| 2023      | Decarnation                           |                                                                               |
| 2023      | Stray Souls                           |                                                                               |
| 2024      | Silent Hill: The Short Message        |                                                                               |
| 2024      | Silent Hill 2                         | ремейк                                                                        |
| 2024      | Slitterhead                           |                                                                               |

### Фільми
| Рік  | Назва                      | Примітки                                                 |
| ---- | -------------------------- | -------------------------------------------------------- |
| 2006 | Сайлент Хілл               | спільно з Джеффом Данна, виконавчий продюсер             |
| 2011 | Юлія Ікс                   |                                                          |
| 2012 | Сайлент Хілл 2             | спільно з Джеффом Данна                                  |
| 2014 | Sakasama no Patema         | музичний продюсер                                        |
| 2017 | Кусо                       | спільно з Flying Lotus, Aphex Twin, Thundercat та іншими |
| 2026 | Повернення до Сайлент Хілл |                                                          |

### Аніме
| Рік  | Назва                  | Примітки                 |
| ---- | ---------------------- | ------------------------ |
| 2022 | Cyberpunk: Edgerunners | на основі Cyberpunk 2077 |